# 南久惠
南 久惠（みなみ ひさえ、HISAE MINAMI）は、日本の美容研究家、茶道教授、デザイナー、モデル。愛知県名古屋市出身。

## 来歴
愛知県名古屋市生まれ。新卒でトヨタ自動車株式会社に入社。その後、パリ大学ソルボンヌに留学。パリで化粧技術を習得し、メイクアップアーティストをする一方で、建築デザインを学ぶ。帰国後、モード学園メイク学科教員を経て、文化服装学院で服飾研究し、ファッションデザイナーとしても活動。LVMH（Moët Hennessy - Louis Vuitton）専属アーティストとしてプロ用化粧品ブランド MAKE UP FOR EVER の日本市場スタートアップを担当し、初代チーフメイクアップアーティスト、アーティスティック・ディレクター兼トレーニングマネージャーをつとめた。また、フランス映画祭やセフォラ（Sephora）のメイクアップアーティストも担当した。
また、健康であることが美しさにつながるという考えから、インナービューティーにも目を向け、モデルをしながら表千家茶道の指導と、予防医学のための中医薬膳を実践。JCI日本芸術協会会長などを務めた社会貢献活動の実績が高く評価される。欧米発の国際美人コンテストから日本代表として選出され、世界大会で数々の国際タイトルを獲得した。
ブランド企業での経験と工学的な視点から、芸術・化粧・医療・衣食住分野の領域を横断したデザインと研究に取り組む。

## 人物
- 父方は曽祖父まで代々紀州藩士で、明治以降は和歌山県士族、母方は医師が十代以上続いた医家の家系である[1][2]。

## 受賞歴
- 1997年 International Bridal Collection、デザイナーズ部門 最優秀グランプリ受賞
- 2015年 MRS. GLOBE（ミセス・グローブ）日本代表（本部米国）、Mrs. Japan Globe 2015 / The Spice of Life Award 受賞（世界大会：中国・深圳）
- 2016年 MRS. UNIVERSE（ミセス・ユニバース）日本代表（本部欧州）、Mrs. Japan Universe 2016 / Mrs. Universe Kindness 2016 受賞（世界大会：中国・広州南沙）
- 2017年 MRS. EARTH（ミセス・アース）初代日本代表（本部米国）、Mrs. Japan Earth 2017 / International Top 8 / Mrs. Earth Elegance 2018 受賞（世界大会：アメリカ・ラスベガス）

## 著書
- 『「わたし」を見つけた女たち』2022年1月（Rashisa出版）ISBN 4802133065
- 『拒绝定义～女性怎样清醒地活～』2024年7月（中国科学技術出版社）ISBN 7523604218 -『「わたし」を見つけた女たち』（中国語版）Refuse to be Defined:How Women Live Soberly（Chinese Edition）海外出版

## メディア
- 東京新聞
- 中部経済新聞
- 産経新聞
- 神奈川新聞
- 北陸中日新聞
- 福井新聞
- 日刊県民福井